# Demografia średniowiecza

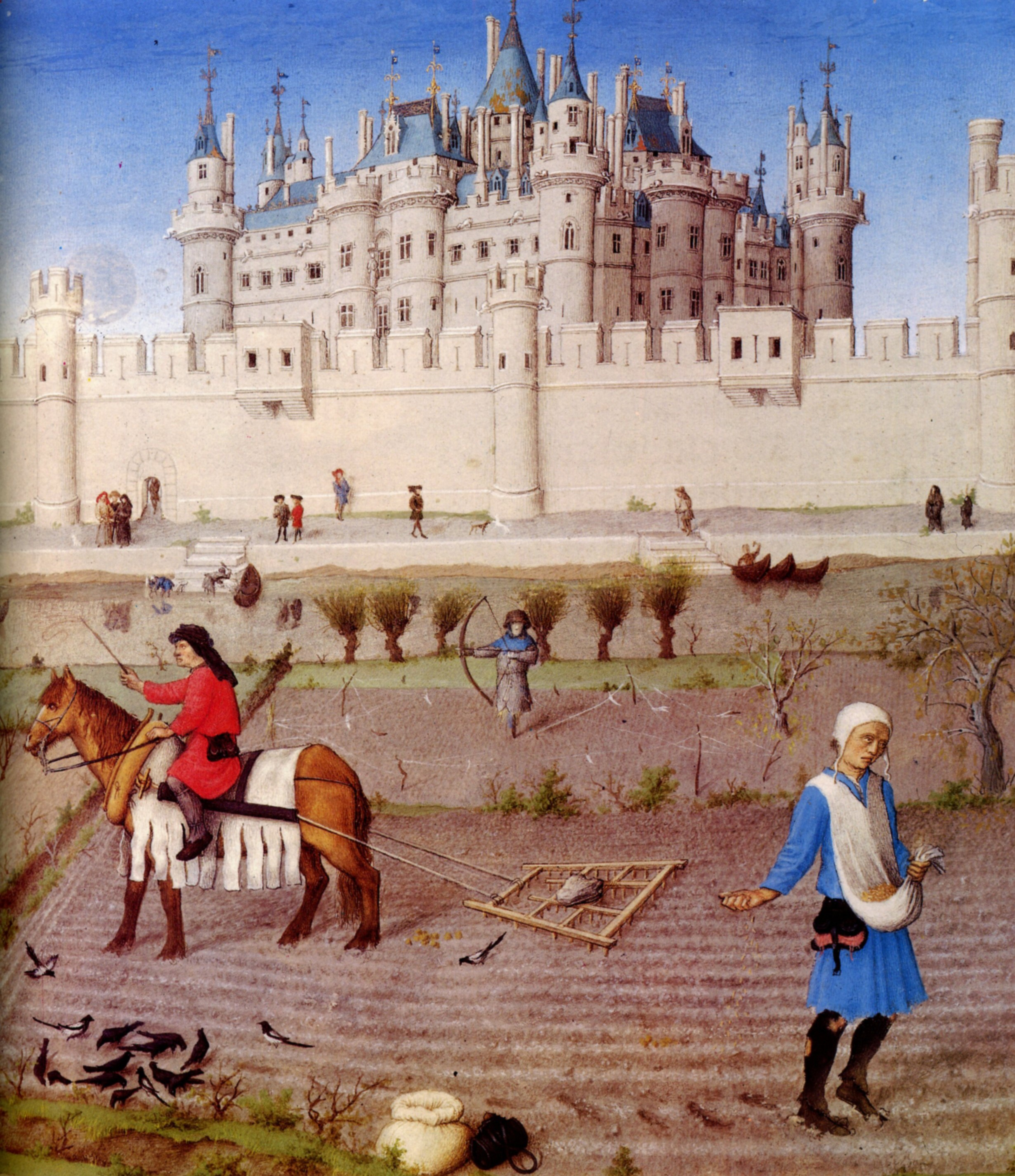
Prace polowe w średniowiecznej miniaturze z pierwszej połowy XV wieku

Demografia średniowiecza zajmuje się badaniem demografii w Europie w okresie średniowiecza. Składa się na nią szacowanie liczby ludności, jej zmian oraz migracji. Na wiele sposobów, demografia była kluczowym czynnikiem zmian w historii średniowiecza.

## Demografia
Liczbę ludności w Europie średniowiecznej można podzielić na poszczególne okresy:
- 400–1000: stabilna, na niskim poziomie
- 1000–1250: gwałtowny wzrost
- 1250–1350: stabilna, na wysokim poziomie
- 1350–1420: ostry spadek
- 1420–1470: stabilna, na niskim poziomie
- 1470–później: powolny wzrost przyśpieszający na początku XVI wieku

### Lata 400–1000
Wraz z końcem starożytności nastąpił duży spadek liczby ludności, osiągając minimum ok. 542 roku, w okresie dżumy Justyniana, ostatniej wielkiej zarazy w Europie przed czarną śmiercią w XIV wieku. Szacunki całkowitej liczby ludności Europy są oparte na domysłach, lecz przyjmuje się, że w czasach Karola Wielkiego było to między 25 a 30 milionów, z czego 15 milionów żyło na terenie państwa Karolingów, obejmującego Francję, Niderlandy, połowę Niemiec, Austrię i Włochy. W tym czasie mieszkanie w pojedynkę, a nie w większej społeczności, było bardzo niebezpieczne, dlatego istniały zatłoczone skupiska otoczone niezamieszkanymi terenami.

### Lata 1000–1250
W XI wieku ludzie zaczęli zajmować dzikie okolice, osuszając bagna i wycinając lasy, a następnie rozpoczynając uprawę na tych terenach. W tym samym czasie, podczas Ostsiedlung, Niemcy osiedlili się na wschód od Łaby i Soławy, terytoriach zajmowanych głównie przez Słowian połabskich. Krzyżowcy poszerzali państwa krzyżowe, część Półwyspu Iberyjskiego została odbita z rąk Maurów (zobacz: rekonkwista) a Normanowie skolonizowali południowe Włochy. Te przemieszczenia i podboje są częścią większego zjawiska ekspansji ludności i przesiedleń, które pojawiły się w Europie w tym okresie. Powody tej ekspansji i kolonizacji to:
- poprawa klimatu znana jako średniowieczne optimum klimatyczne wydłużające okres wegetacyjny i zwiększające wydajność upraw
- zakończenie wypraw wikingów, Arabów i Węgrów pozwalające na większą stabilizację polityczną
- rozwój technologii, który umożliwił uprawę większych obszarów
- reformy Kościoła z XI wieku jeszcze bardziej stabilizujące sytuację
- powstanie feudalizmu, który również poprawił stabilność społeczną

Zakres pańszczyzny, która wiązała chłopów do ziemi, zaczął słabnąć wraz z rozwojem gospodarki opartej na pieniądzu. Ziemi było pod dostatkiem, podczas gdy brakowało ludzi do jej oczyszczania i uprawy. Lordowie posiadający prawa do ziemi poszukiwali nowych sposobów, żeby sprowadzić i zatrzymać siłę roboczą. Zaczęły się pojawiać centra miejskie, przyciągające poddanych perspektywą wolności. Wraz z zasiedlaniem nowych regionów, zarówno wewnętrznych jak i zewnętrznych, liczba ludności w naturalny sposób wzrastała.

### Lata 1250–1350
Przed 1300 w Europie żyło zbyt wielu ludzi i produkcja zboża była niewystarczająca. Populacja Anglii, która w 1086 wynosiła 1 milion, wzrosła do ok. 5–7 milionów. Francja w 1328 roku (która wtedy zajmowała mniejszy obszar niż obecnie) liczyła 18–20 milionów mieszkańców, a liczba ta nie została przekroczona aż do nowożytności. Toskania miała 2 miliony mieszkańców w 1300 roku i dopiero w 1850 ponownie osiągnęła tę wartość. Szacuje się, że całkowita populacja w Europie osiągnęła 70–100 milionów.

### Lata 1350–1500
Do XIV wieku granice przestały się poszerzać, a kolonizacja wewnętrzna ustała, jednak liczba ludności wciąż pozostawała wysoka. Wtedy nastąpiło załamanie demograficzne. Zaczęło się od wielkiego głodu w latach 1315–17, następnie wybuchła wojna stuletnia, po czym przez Europę w latach 1348–1350 przetoczyła się czarna śmierć. W efekcie liczba ludności zaczęła gwałtownie spadać.
Okres od 1348 do 1420 roku to czas największych strat, w niektórych regionach sięgających nawet 70%.